# Barlaeus Gymnasium
Il Barlaeus Gymnasium è una scuola secondaria di Amsterdam. Insieme al Vossius Gymnasium, all'Ignatius Gymnasium, al 4e gymnasium ed al Cygnus Gymnasium, il Barlaeus è uno dei cinque ginnasi della città in cui si segue il programma scolastico degli studi classici, comprensivo del latino e del greco. La sede della scuola si trova di fronte al Paradiso, vicino alla Leidseplein.

## Storia

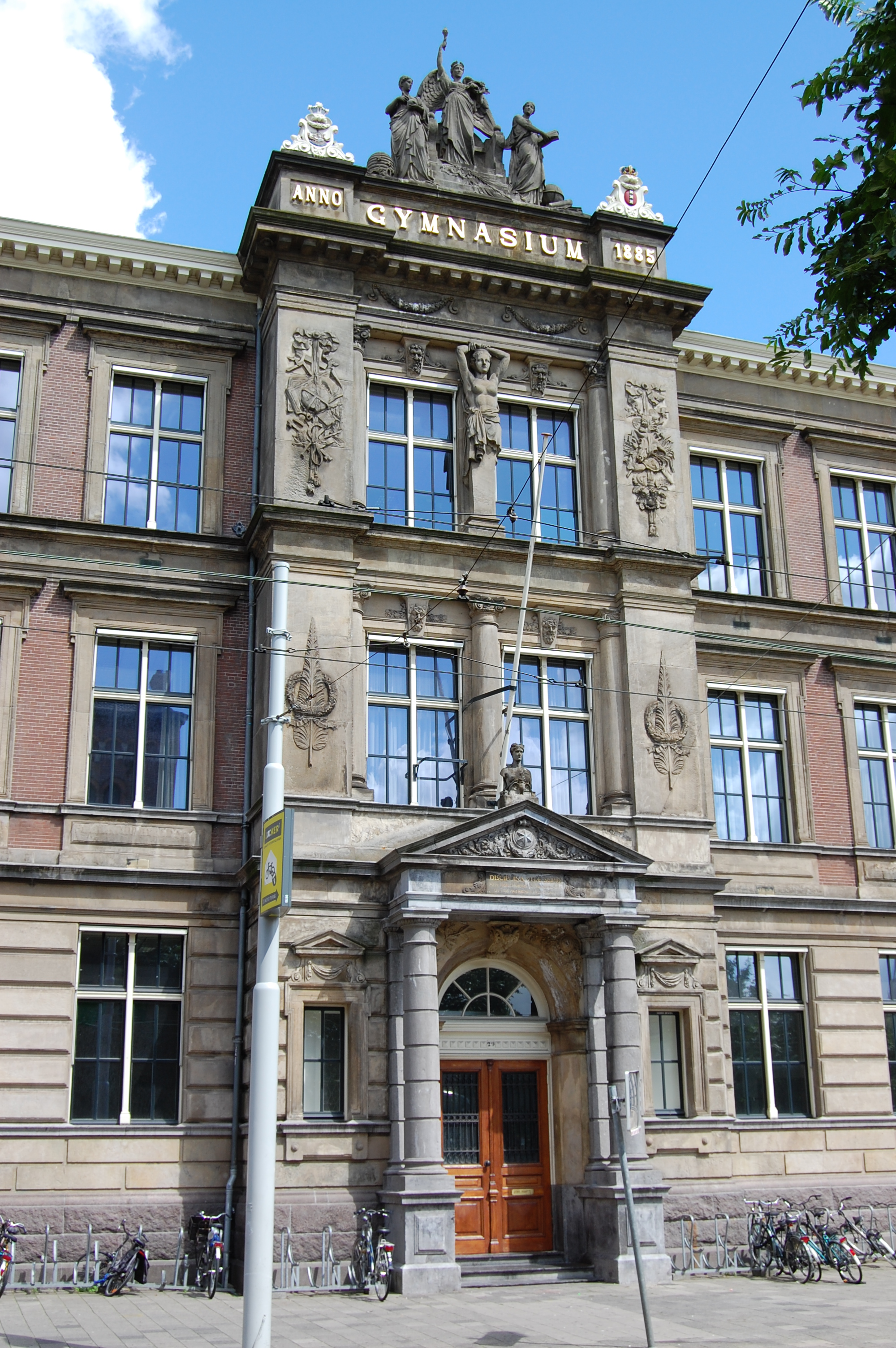
L'ingresso del ginnasio

La scuola deriva dalla Hoofdschool ("Scuola centrale") aperta nel 1342. Nel Cinquecento la scuola venne ribattezzata Latijnse School ("Scuola di latino") e nello stesso periodo venne fondata una seconda scuola di latino. Le due scuole, che avevano sede rispettivamente vicino alla Oude Kerk e alla Nieuwe Kerk, nel 1678 si fusero e si trasferirono in un edificio sul Singel. A quell'epoca c'erano duecento studenti. Il titolo di ginnasio risale al 1846.
Nel 1883 fu deciso di costruire un nuovo edificio scolastico ai limiti della città di allora. Così l'allora Stedelijk Gymnasium ("Ginnasio civico") aprì nel 1885 nella nuova sede sulla Weteringschans. È perciò il più antico dei quattro ginnasi di Amsterdam.
A causa del grande afflusso di studenti, nel 1926 venne fondato un secondo ginnasio in città, il Vossius Gymnasium. Conseguentemente nel 1927 il ginnasio più vecchio venne ribattezzato "Barlaeus Gymnasium" in onore di Caspar Barlaeus.

## Ex-alunni celebri
- Frits Bolkestein, politico del Partito Popolare per la Libertà e la Democrazia (in olandese Volkspartij voor Vrijheid en Democratie, VVD)
- Els Borst, politica del partito Democratici 66 (in olandese Democraten 66, D66)
- Eduard Douwes Dekker, scrittore
- Caro Emerald, cantante
- Willem Frederik Hermans, scrittore
- An Rutgers van der Loeff, scrittrice
- Frits Staal, indologo e filosofo